# Słoń i mrówka
Słoń i mrówka (ros. Слон и муравей, Słon i murawiej) – radziecki krótkometrażowy film animowany z 1948 roku w reżyserii Giennadija Filippowa i Borisa Diożkina powstały na podstawie bajki ludowego poety Gamzata Cadasy.

## Fabuła
Piękna Lisiczka zaprasza na kolację swoich przyjaciół - Wilka, Niedźwiedzia i Zajączka. Znajomi obdarowują ją prezentami, po chwili wszyscy zaczynają tańczyć. Nagle pojawia się słoń, który chce ze wszystkimi walczyć. Dzielna mała mrówka dzięki sprytowi wygrywa z potężnym zarozumiałym słoniem.

## Animatorzy
Giennadij Filippow, Boris Diożkin, Boris Titow, Faina Jepifanowa, Fiodor Chitruk, Ł. Popow

## Obsada (głosy)
- Leonid Pirogow jako Słoń
- Julija Julskaja jako Mrówka
- Władimir Lepko

## Wersja polska
W Polsce film został wydany w serii: Kolorowe filmy rysunkowe obok takich animacji jak Mistrz narciarski, Noc noworoczna, Kim zostanę? i Dzieje jednej obrączki.

## Nagrody
- 1949: Nagroda na X Międzynarodowym Festiwalu Filmowym w Wenecji (Włochy)[4]